# Mahmoud Khedri
Mahmoud Khedri (en arabe : محمود خذري ; 14 mars 1948 - 23 juillet 2021) était un homme politique algérien. Il a été ministre de l'Industrie de 2005 à 2007 et ministre des Relations avec le Parlement algérien de 2007 à 2014. Il a également été membre de l'Assemblée populaire nationale de 1997 à 2003.
Mahmoud Khedri est décédé de la COVID-19 le 23 juillet 2021, à l'âge de 73 ans.